# Genossenschaftsbank Meckenbeuren
Die Genossenschaftsbank Meckenbeuren eG war eine Genossenschaftsbank mit Sitz in Meckenbeuren, einer Gemeinde im Bodenseekreis in Baden-Württemberg.

## Geschäftsausrichtung und Geschäftserfolg
Die Genossenschaftsbank Meckenbeuren eG betrieb das Universalbankgeschäft. Im Verbundgeschäft arbeitete sie mit der DZ Bank, R+V Versicherung, Bausparkasse Schwäbisch Hall, Teambank, VR Leasing und der Union Investment zusammen.

## Geschäftsgebiet und Filialen
Das Geschäftsgebiet der Bank umfasste im Wesentlichen die Gemeinde Meckenbeuren. Neben der Hauptstelle im Kernort Meckenbeuren wurde noch eine Zweigstelle im Ortsteil Brochenzell unterhalten. Das Geschäftsgebiet der Genossenschaftsbank Meckenbeuren eG überschnitt sich mit dem einer weiteren genossenschaftlichen Bank, der Volksbank Friedrichshafen-Tettnang eG, welche ebenfalls eine Filiale in Meckenbeuren unterhält.

## Geschichte
Die Genossenschaftsbank Meckenbeuren eG wurde im Jahr 1923 gegründet. Das Statut wurde am 2. Juni 1923 errichtet. Im Jahre 2018 fusionierte die Genossenschaftsbank Meckenbeuren auf die Raiffeisenbank Oberteuringen zur Raiffeisenbank Oberteuringen-Meckenbeuren eG.